# Belfrage
Belfrage är ett skotskt och svenskt efternamn som 2019 bars av 383 personer i Sverige och kan syfta på:

## Personer
- August Wilhelm Belfrage (1841-1909), arkitekt
- Axel Belfrage (1844–1922), läkare
- Bengt Belfrage (född 1930), valthornist
- Bror Belfrage (1905–1965), tecknare och målare
- Einar Belfrage (1882–1953), läkare
- Elsa Belfrage (1891–1983), läkare och sjuksköterska
- Erik Belfrage, flera personer
  - Erik Belfrage (läkare) (1879–1977), läkare
  - Erik Belfrage (företagsledare) (1946–2020), diplomat och företagsledare
- Esbjörn Belfrage (1932–2001), litteraturvetare, bibliotekarie
- Frank Belfrage (född 1942), diplomat, kabinettssekreterare
- Fredrik Belfrage (född 1949), radioman och programledare
- Fritz Belfrage (1841–1925), läkare
- Gustaf Belfrage (1827–1909), kammarherre
- Göran Belfrage (född 1946), ingenjör
- Gösta Belfrage, flera personer
  - Gösta Belfrage (trävaruhandlare) (1888–1949), trävaruhandlare
  - Gösta Belfrage (direktör) (1914–2000), direktör
- Harald Belfrage (1894–1983), läkare
- Henrik Belfrage (född 1955), kriminolog, professor
- Johan Leonard Belfrage (1754–1820), generalmajor och godsägare
- John Belfrage (1901–1976), läkare
- Karl-Erik Belfrage (1913–2002), läkare
- Knut Belfrage (1851–1934), läkare
- Kurt Belfrage (1878–1951), börsdirektör, rotarian
- Kurt-Allan Belfrage (1907–1991), diplomat och företagsledare i Atlas-Copco
- Leif Belfrage (1910–1990), diplomat, kabinettssekreterare
- Per Belfrage (född 1940), läkare, professor
- Sixten Belfrage (1883–1976), språkforskare
- Sven Belfrage (1911–2009), läkare
- Åke Belfrage (1880–1957), bankman